# 閻則先
閻則先（?—?），雍州万年县（今陕西西安）人，唐朝政治人物。
閻則先是阎立德的曾孙，閻知微的儿子。武周年间，閻知微勾结后突厥可汗默啜，被武则天处死。閻則先因为是武三思的女婿而免死。唐玄宗担任临淄王時，因为善于烹饪被玄宗寵信。開元年间，有司奏擬供奉官员，姚元崇以閻則先為刑戮之家，又是武三思这个逆人的姻屬，不可留在京師，玄宗下詔：「朕在外日，嘗驅使，宜令供奉。」